# Bahnhof Bruxelles-Midi/Brussel-Zuid
Der Bahnhof Brüssel Süd (französisch gare de Bruxelles-Midi, niederländisch station Brussel-Zuid) ist der größte Bahnhof in Belgien. Die Station befindet sich nicht, wie der Name suggeriert, in der Stadt Brüssel, sondern in der angrenzenden Gemeinde Saint-Gilles/Sint-Gillis innerhalb der zweisprachigen Region Brüssel-Hauptstadt.
Der Bahnhof ist insbesondere für internationale Zugverbindungen wichtig.
Eurostar-Züge (teilweise ehemals Thalys), TGV- und ICE-Züge verkehren nach Frankreich, den Niederlanden und Deutschland sowie in das Vereinigte Königreich. Für die Eurostar-Züge nach London sind zwei Bahnsteige in einem abgetrennten Bereich vorhanden. Die Trassen nach London, Paris, Amsterdam und Köln sind alle für den Hochgeschwindigkeitsverkehr ausgebaut.
Mit seinen etwa 45.000 einsteigenden Bahnreisenden ist er nach dem  Bahnhof Brüssel-Central der am zweitmeisten frequentierte Bahnhof Belgiens.

## Geschichte
Obwohl im Süden Brüssels bereits seit 1840 ein Bahnhof (Station des Bogards am Rouppeplatz) existierte, wurde 1869 der von Auguste Payen entworfene „neue“ Südbahnhof als Kopfbahnhof eröffnet. Der alte Bahnhof wurde abgerissen, da er für das Fahrgastaufkommen bereits zu klein war. 1949 wurde auch dieser Bahnhof einschließlich des Bahnhofsgebäudes abgerissen und durch eine neue Bahnhofsanlage ersetzt, die nun als Durchgangsbahnhof an der 1952 eröffneten Nord-Süd-Strecke durch Brüssel liegt.
Für die Kanaltunnelzüge nach London wurde innerhalb des westlichen Bahnhofsgebäudes ein als Kopfbahnhof gestaltetes Terminal mit vorgezogener Grenzkontrolle errichtet. Eine durchgehende Verbindung über Brüssel hinaus beispielsweise nach Amsterdam oder Köln ist mit diesem Terminal nicht möglich.

## Galerie

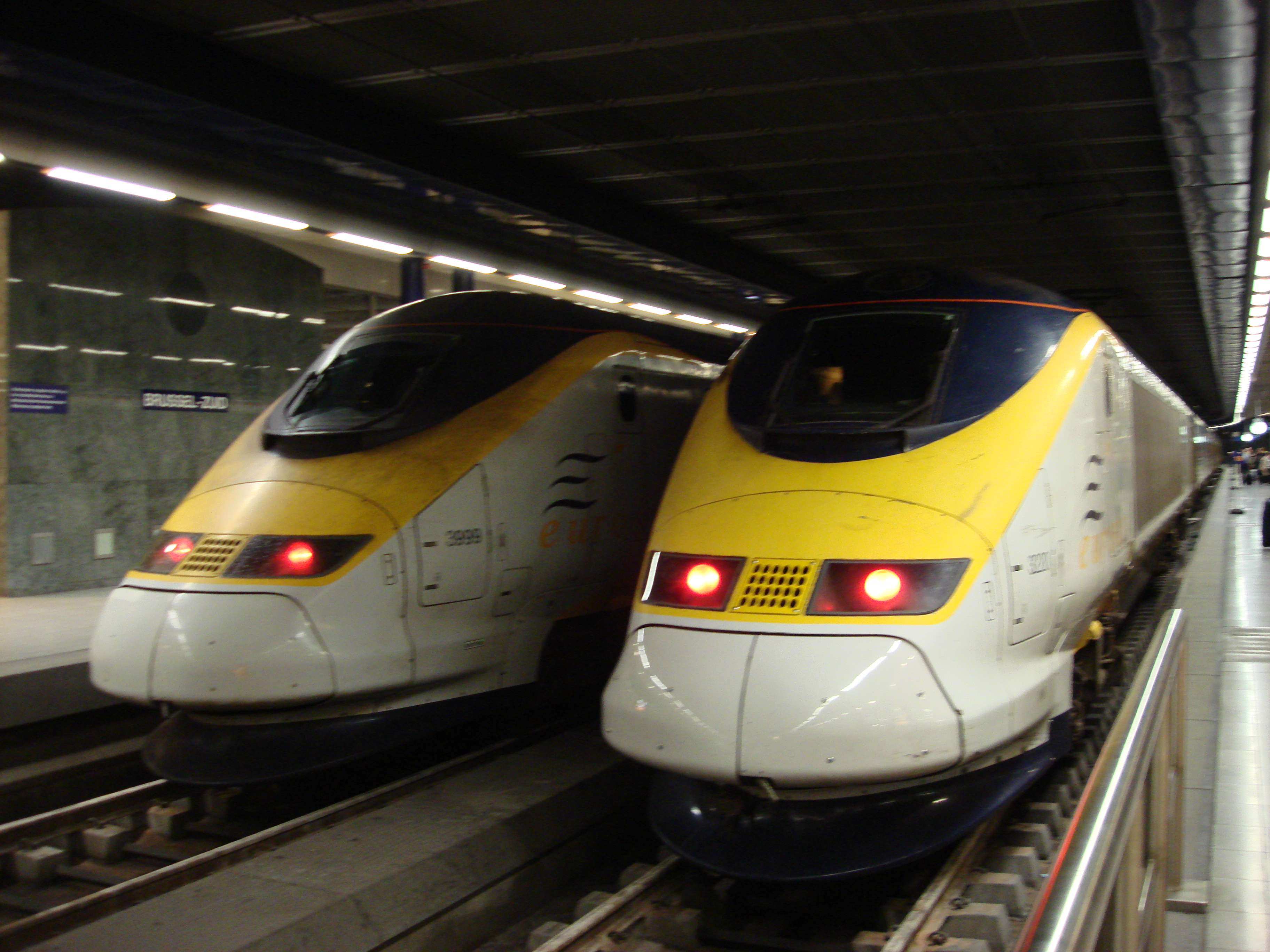
Zwei Eurostarzüge warten.
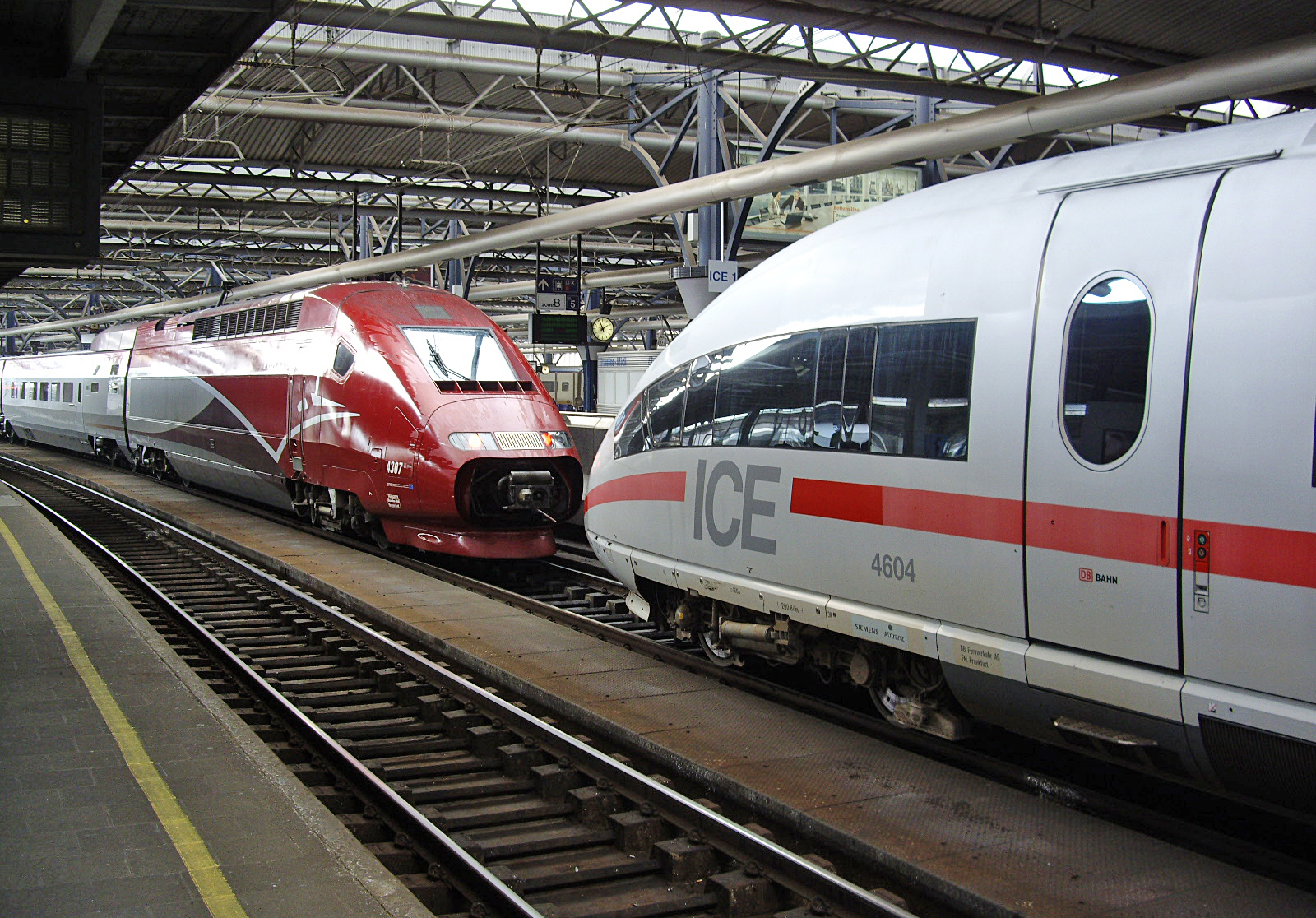
Thalys- und ICE-Züge warten.
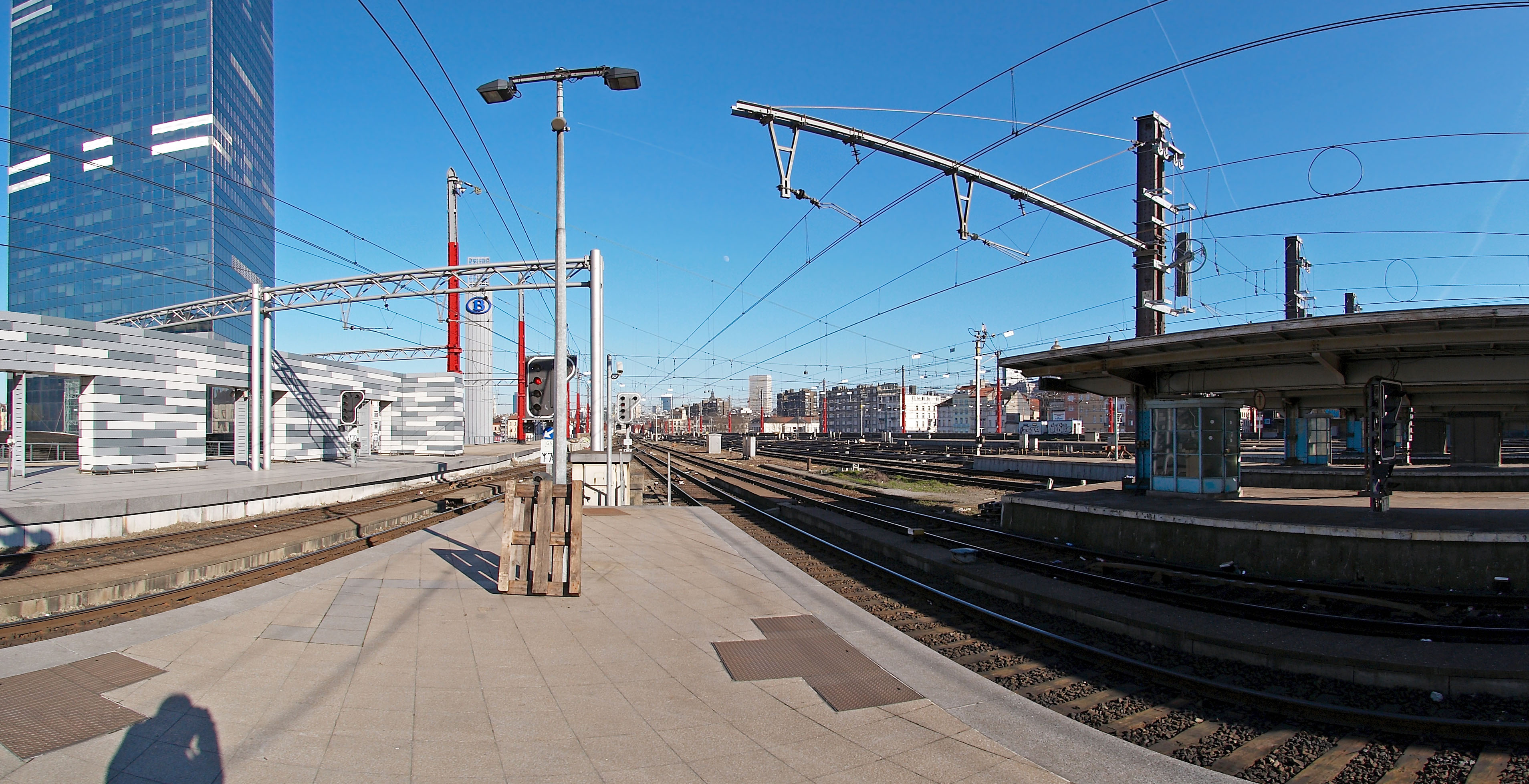
Blick auf die Tour Midi
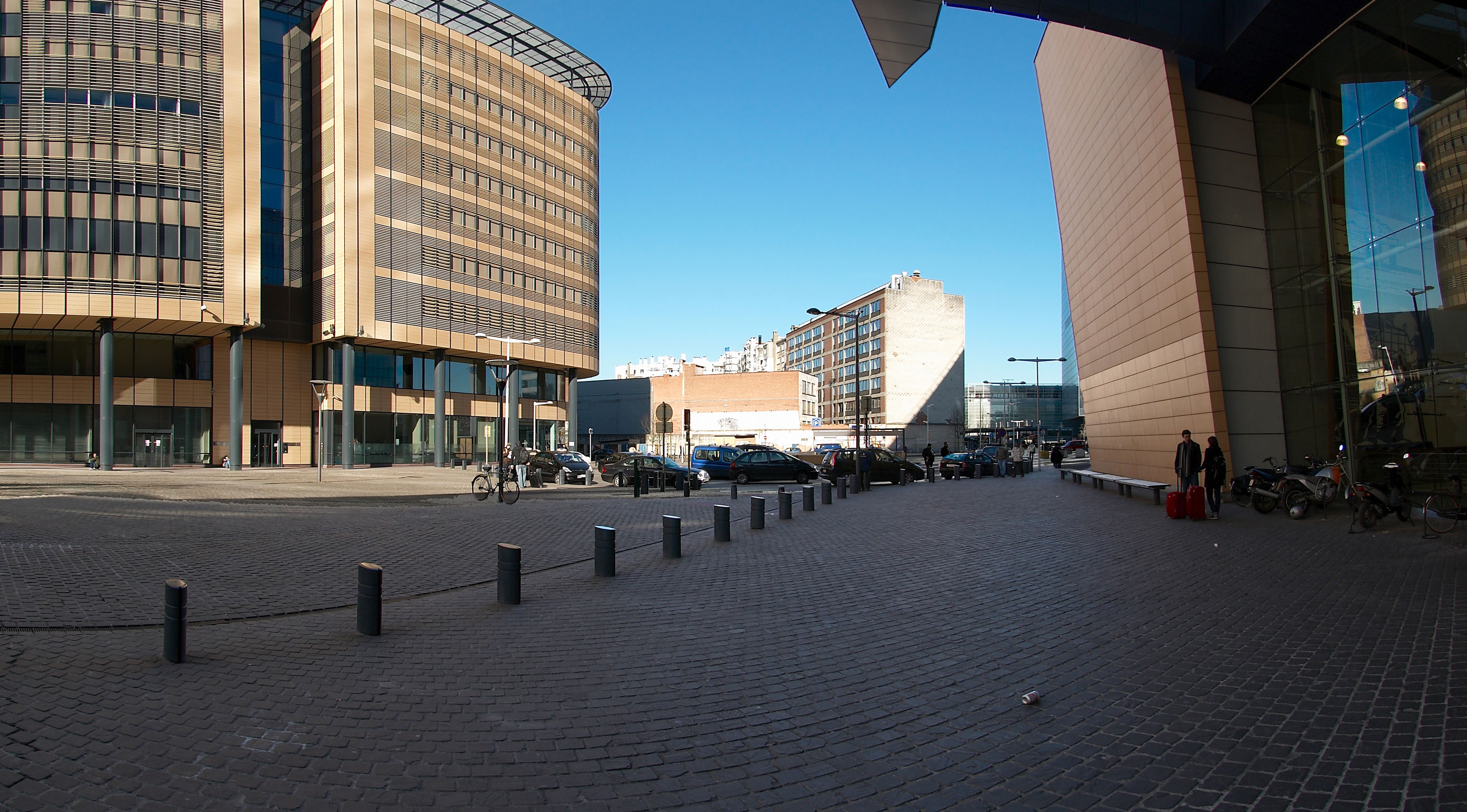
Renovierter Teil des Bahnhofes
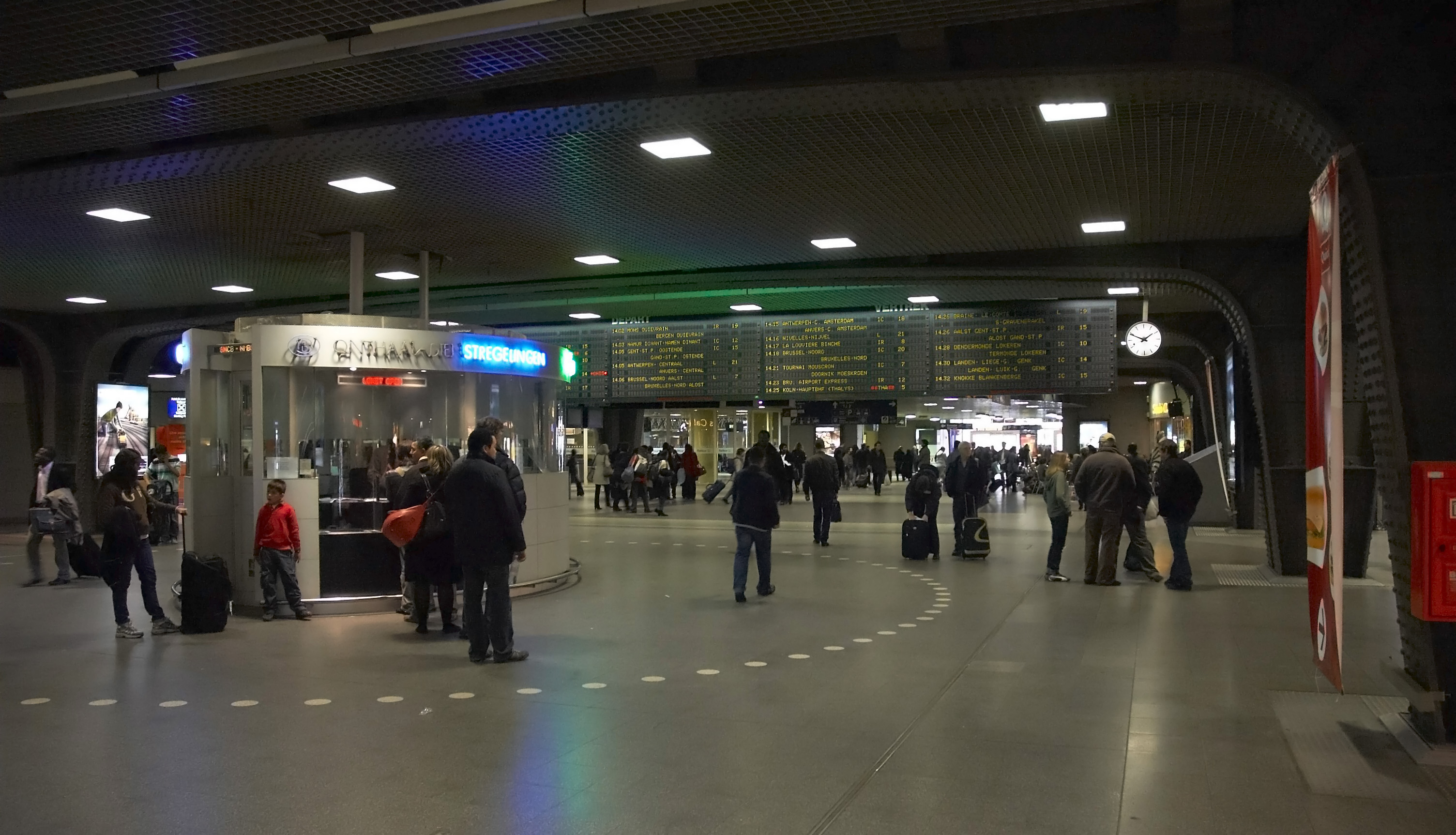
Wartehalle zu den Gleisen
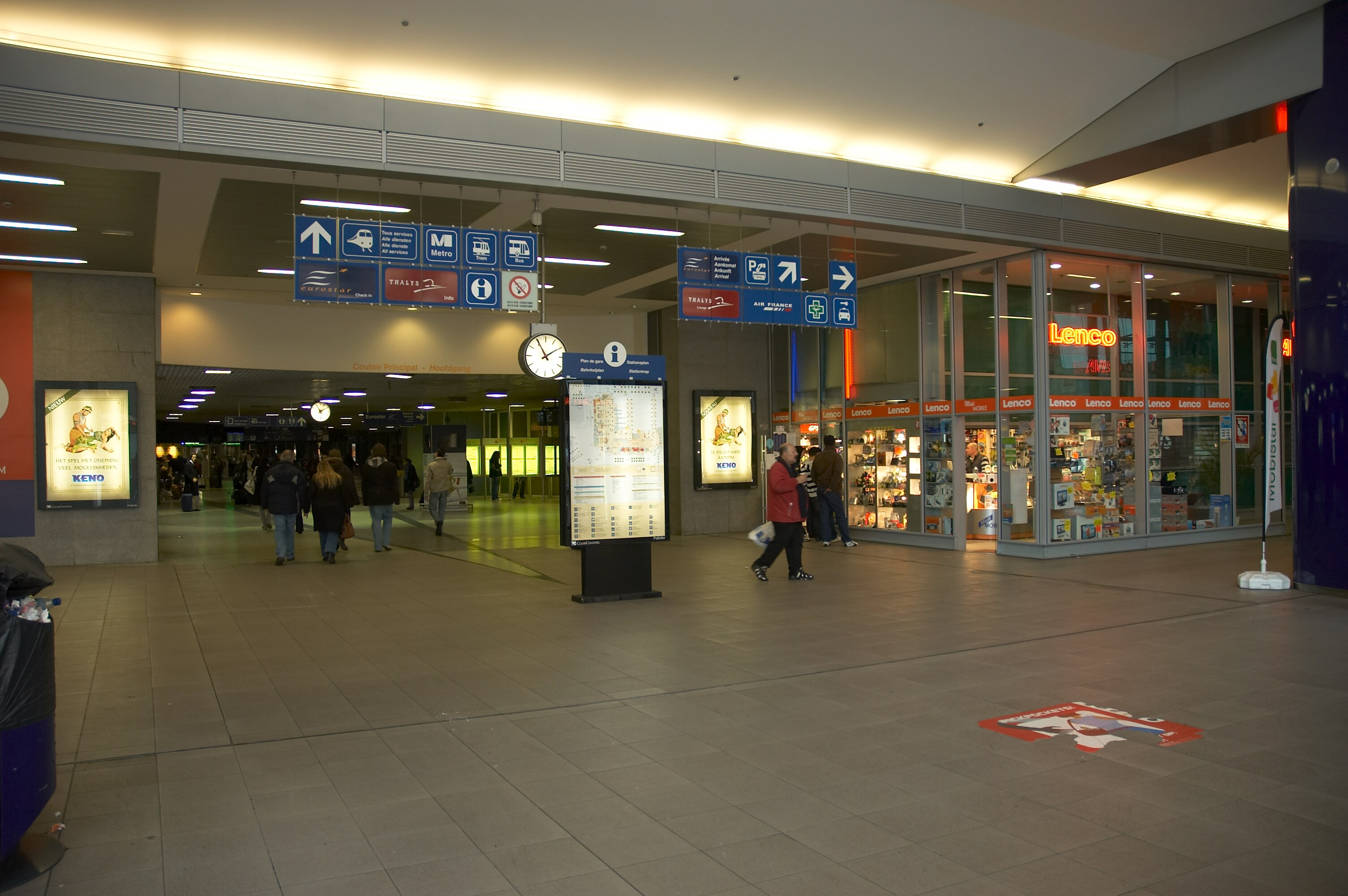
Einkaufsmöglichkeiten
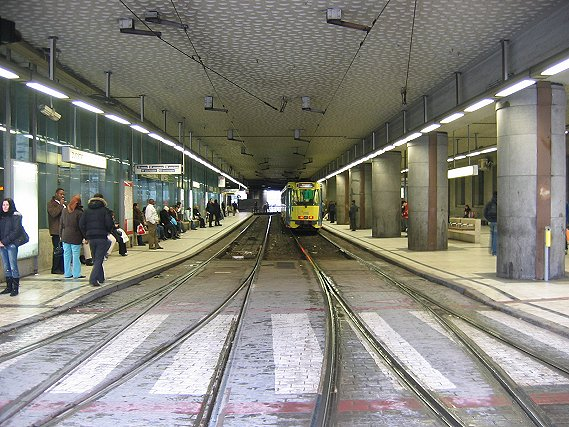
Straßenbahnhalte
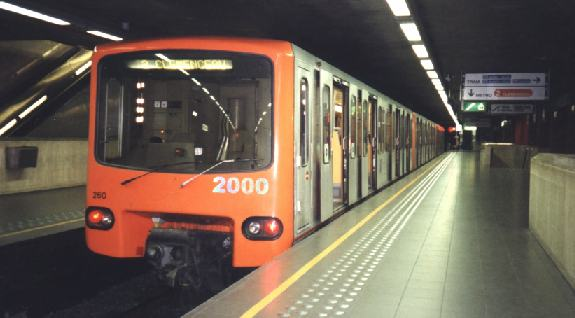
Metrostation
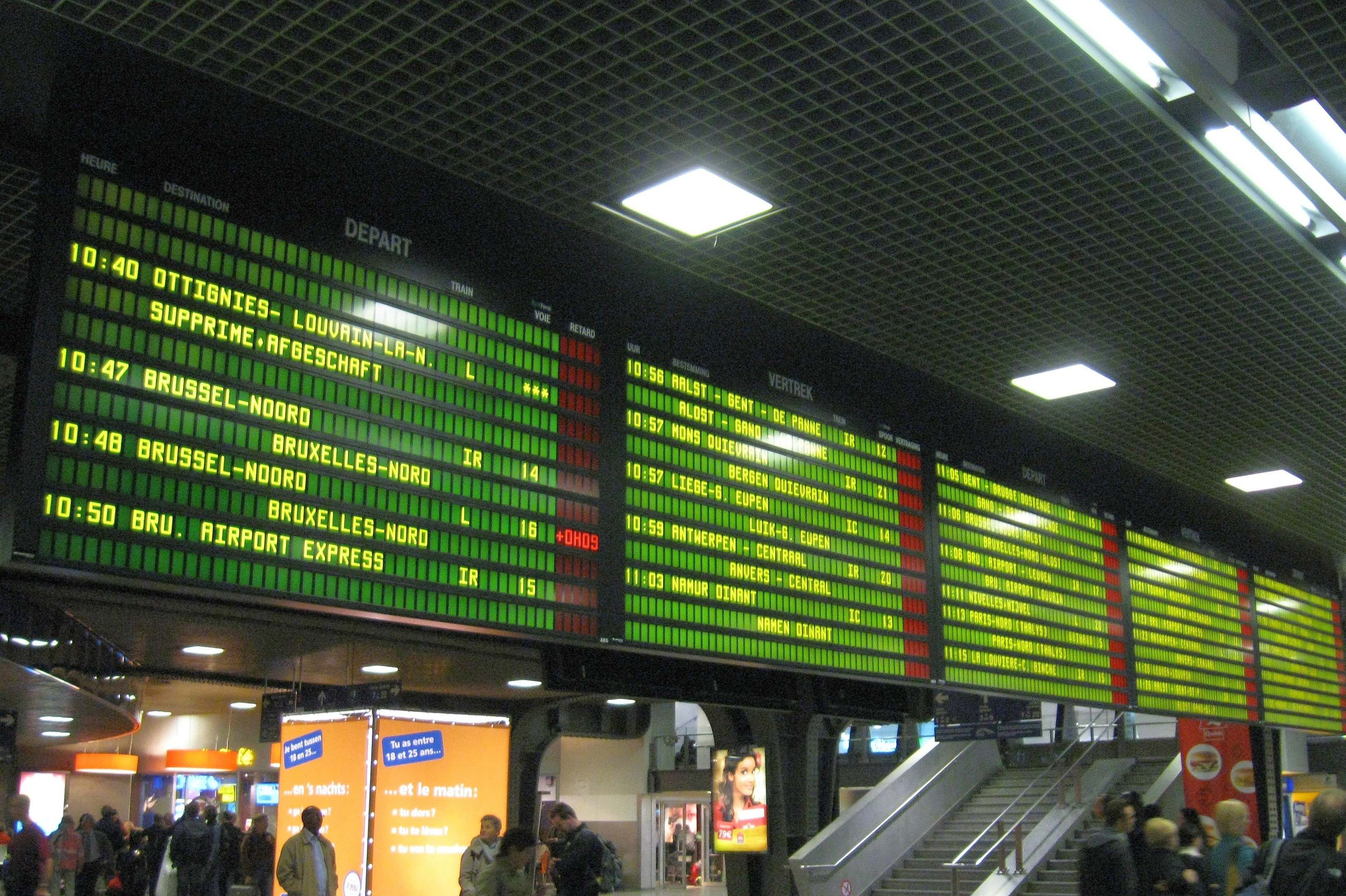
Abfahrtstafel und Empfangshalle
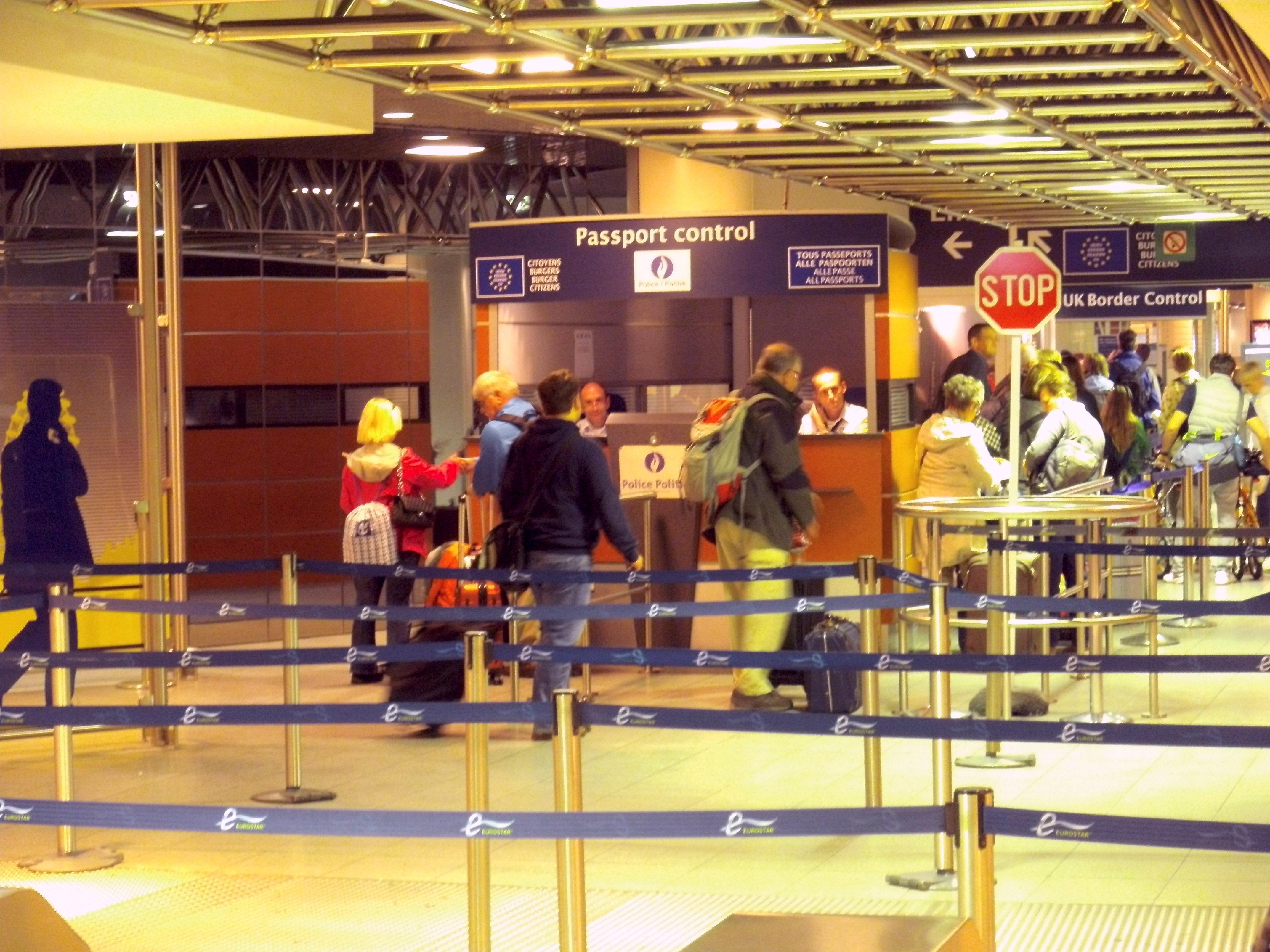
Vorgezogene Grenzkontrollen

## Verkehr
Stand: Fahrplanperiode 10. Dezember 2017 bis 8. Dezember 2018
| Linie             | Verlauf | Takt Mo–Fr                                        | Takt Sa, So                                                                            |
| ----------------- | --- | ------------------------------------------------- | -------------------------------------------------------------------------------------- |
| EST (Eurostar)    | Brüssel-Süd – Lille-Europe – London St. Pancras | ca. 120 min                                       | ca. 120 min                                                                            |
| EST (Eurostar)    | Paris-Nord – Brüssel-Süd | 30 min mit Lücken                                 | 30 min mit Lücken                                                                      |
| EST (Eurostar)    | Paris-Nord – Brüssel-Süd – Antwerpen-Centraal – Rotterdam Centraal – Flughafen Schiphol – Amsterdam Centraal | 60 min mit Lücken                                 | 60 min mit Lücken                                                                      |
| EST (Eurostar)    | Amsterdam Centraal – Rotterdam Centraal – Brüssel-Süd – Lille Europe – St Pancras | 2× täglich                                        | 2× täglich                                                                             |
| ICE 79 (DB ICE)   | Brüssel-Süd – Brüssel-Nord – Liège-Guillemins – Aachen Hauptbahnhof – Köln Hauptbahnhof – (Köln/Bonn Flughafen – Siegburg/Bonn – Limburg Süd – Montabaur nur einzelne Fahrten halten an diesen Bahnhöfen) – Frankfurt Flughafen – Frankfurt (Main) Hauptbahnhof | 120 min mit Lücken                                | 120 min mit Lücken                                                                     |
| EST 80 (Eurostar) | Paris-Nord – Brüssel-Süd – Liège-Guillemins – Aachen Hauptbahnhof – Köln Hauptbahnhof – Düsseldorf Hauptbahnhof – (Düsseldorf Flughafen – nur einzelne Fahrten) Duisburg Hauptbahnhof – Essen Hauptbahnhof (– Dortmund Hauptbahnhof nur einzelne Fahrten)       | 5 Züge/Tag                                        | Sa: 5 Züge/Tag So: 4 Züge/Tag                                                          |
| TGV (SNCF TGV)    | Brüssel-Süd – Lille-Europe – Aéroport Charles-de-Gaulle 2 TGV – Marne-la-Vallée - Chessy – Lyon-Part-Dieu (einzelne Züge weiter nach – Montpellier-Saint-Roch oder – Marseille-Saint-Charles [– Nice-Ville])                                                    | 6–8 Züge/Tag                                      | 6–8 Züge/Tag                                                                           |
| IC 01             | Eupen – Welkenraedt – Verviers-Central – Liège-Guillemins – Leuven – Brüssel-Nord – Brüssel-Central – Brüssel-Süd – Gent-Sint-Pieters – Brugge – Oostende | 60 min                                            | 60 min                                                                                 |
| IC 03             | Genk – Landen – Leuven – Brüssel-Nord – Brüssel-Central – Brüssel-Süd – Gent-Sint-Pieters – Brugge – Blankenberge | 60 min                                            | 60 min                                                                                 |
| IC 05             | Charleroi-Sud – Nivelles – Brüssel-Süd – Brüssel-Central – Brüssel-Nord – Mechelen – Antwerpen-Berchem – Antwerpen-Centraal – Antwerpen-Luchtbal – Essen | 60 min                                            | –                                                                                      |
| IC 06             | Flughafen Brüssel-Zaventem – Brüssel-Nord – Brüssel-Central – Brüssel-Süd – Halle – Edingen – Tournai | 60 min                                            | 60 min                                                                                 |
| IC 06             | Flughafen Brüssel-Zaventem – Brüssel-Nord – Brüssel-Central – Brüssel-Süd – Braine-le-Comte – Mons | 60 min                                            | 60 min                                                                                 |
| IC 07             | Charleroi-Sud – Nivelles – Brüssel-Süd – Brüssel-Central – Brüssel-Nord – Mechelen – Antwerpen-Berchem – Antwerpen-Centraal – Antwerpen-Luchtbal – Antwerpen-Noorderdokken                                                                                      | 60 min                                            | –                                                                                      |
| IC 11             | Binche – La Louvière – Braine-le-Comte – Brüssel-Süd – Brüssel-Central – Brüssel-Nord – Mechelen – Lier – Herentals – Turnhout | 60 min                                            | –                                                                                      |
| IC 12             | Kortrijk – Gent-Sint-Pieters – Brüssel-Süd – Brüssel-Central – Brüssel-Nord – Leuven – Liège-Guillemins – Verviers-Central – Welkenraedt | 60 min                                            | –                                                                                      |
| IC 14             | Quiévrain – Mons – Braine-le-Comte – Brüssel-Süd – Brüssel-Central – Brüssel-Nord – Leuven – Liège-Guillemins | 60 min                                            | –                                                                                      |
| IC 16             | Brüssel-Süd – Brüssel-Central – Brüssel-Nord – Brüssel-Schuman – Brüssel-Luxemburg – Ottignies – Namur – Arlon – Luxemburg | 60 min                                            | 60 min                                                                                 |
| IC 17             | (Flughafen Brüssel-Zaventem – oder Brüssel-Süd –) Brüssel-Schuman – Brüssel-Luxemburg – Ottignies – Namur – Dinant | 60 min Flughafen Brü. – Dinant                    | 60 min Brüssel-Süd – Dinant                                                            |
| IC 18             | Liège-Saint-Lambert – Liège-Guillemins – Huy – Namur – Ottignies – Brüssel-Luxemburg – Brüssel-Schuman – Brüssel-Nord – Brüssel-Central – Brüssel-Süd | 60 min                                            | –                                                                                      |
| IC 20             | Gent-Sint-Pieters – Aalst – Brüssel-Süd – Brüssel-Central – Brüssel-Nord (– Aarschot – Hasselt – Tongern oder – Dendermonde – Lokeren) | 60 min Gent–Tongern                               | 60 min Gent–Lokeren                                                                    |
| IC 22             | Antwerpen-Centraal – Antwerpen-Berchem – Mechelen – Brüssel-Nord – Brüssel-Central – Brüssel-Süd (– Braine-le-Comte – La Louvière – Binche) | 60 min nur Antwerpen–Brüssel                      | 60 min Antwerpen–Binche                                                                |
| IC 23             | Oostende – Brugge – Kortrijk – Zottegem – Brüssel-Süd – Brüssel-Central – Brüssel-Nord – Flughafen Brüssel-Zaventem | 60 min                                            | 60 min                                                                                 |
| IC 23             | Knokke – Brugge – Gent-Sint-Pieters – Brüssel-Süd – Brüssel-Central – Brüssel-Nord – Flughafen Brüssel-Zaventem | 60 min                                            | 60 min                                                                                 |
| IC 26             | Kortrijk – Tournai – Edingen – Halle – Brüssel-Süd – Brüssel-Central – Brüssel-Nord – Dendermonde – Lokeren – Sint-Niklaas | 60 min                                            | –                                                                                      |
| IC 29             | (De Panne – Lichtervelde –) Gent-Sint-Pieters – Aalst – Brüssel-Süd – Brüssel-Central – Brüssel-Nord – Flughafen Brüssel-Zaventem – Leuven (– Landen) | 60 min nur Gent–Landen                            | 60 min De Panne–Leuven, jeder 2. Zug nach Landen                                       |
| IC 31             | Antwerpen-Centraal – Antwerpen-Berchem – Mechelen – Brüssel-Nord – Brüssel-Central – Brüssel-Süd (– Nivelles – Charleroi-Sud) | 60 min nur Brüssel–Antwerpen                      | 60 min Antwerpen–Charleroi                                                             |
| IC 35             | Brüssel-Süd – Brüssel-Central – Brüssel-Nord – Flughafen Brüssel-Zaventem – Mechelen – Antwerpen-Berchem – Antwerpen-Centraal – Breda – Rotterdam Centraal (– Flughafen Schiphol – Amsterdam Centraal oder – Den Haag Hollands Spoor)                           | 60 min 4 Züge/Tag nach Den Haag statt Amsterdam   | 60 min 4 Züge/Tag nach Den Haag statt Amsterdam                                        |
| S 1               | Antwerpen-Centraal – Antwerpen-Berchem – Mechelen – Schaerbeek/Schaarbeek – Brüssel-Nord – Brüssel-Central – Brüssel-Süd – Braine-l’Alleud – Nivelles | 30 min Antwerpen–Nivelles                         | Sa: 30 min Antwerpen–Nivelles So: 2 × 60 min Antwerpen–Brü.-Süd und Brü.-Nord–Nivelles |
| S 2               | Leuven – Zaventem – Schaerbeek/Schaarbeek – Brüssel-Nord – Brüssel-Central – Brüssel-Süd – Braine-le-Comte | 30 min                                            | 60 min                                                                                 |
| S 3               | Dendermonde – Jette – Brüssel-Nord – Brüssel-Central – Brüssel-Süd – Denderleeuw – Zottegem | 60 min                                            | –                                                                                      |
| S 6               | Schaerbeek/Schaarbeek – Brüssel-Nord – Brüssel-Central – Brüssel-Süd – Halle – Edingen – Geraardsbergen – Denderleeuw (– Aalst) | 60 min Scha/erbeek–Aalst                          | 60 min Scha/erbeek–D’leeuw                                                             |
| S 8               | Brüssel-Süd – Brüssel-Central – Brüssel-Nord – Brüssel-Schuman – Brüssel-Luxemburg – Ottignies (– Louvain-la-Neuve) | 30 min bis Ottignies, jeder 2. Zug nach Ottignies | 30 min nur Brüssel–Louvain-la-N.                                                       |
| S 10              | Dendermonde – Jette – Brüssel-West – Brüssel-Süd – Brüssel-Central – Brüssel-Nord – Jette – Denderleeuw – Aalst | 60 min                                            | 60 min                                                                                 |
| P                 | verschiedene Verstärkerfahrten | HVZ                                               | –                                                                                      |
| ICT               | verschiedene Fahrten von/zu touristischen Orten | Touristensaison                                   | Touristensaison                                                                        |